# Ploceus intermedius
Ploceus intermedius là một loài chim trong họ Ploceidae.